# Erasmoneura fulmina
Erasmoneura fulmina är en insektsart som först beskrevs av Mcatee 1920.  Erasmoneura fulmina ingår i släktet Erasmoneura och familjen dvärgstritar. Inga underarter finns listade i Catalogue of Life.